# Fagard
Fagard is een Duits historisch merk van motorfietsen.
De bedrijfsnaam was: Fahrzeugwerke Gardelegen GmbH, Gardelegen. Het merk was ook bekend onder de naam FG.
Na de Eerste Wereldoorlog, in 1923, ontstonden in Duitsland honderden kleine motorfietsmerken, die zich richtten op de vraag naar goedkope vervoermiddelen in het naoorlogse, door inflatie geteisterde land. Zoals bijna alle concurrenten kochten de Fahrzeugwerke Gardelegen daarvoor inbouwmotoren, waardoor de prijs gedrukt werd. Fagard kocht 146cc-tweetaktmotoren in bij DKW. De markt werd echter overspoeld door zoveel merken, waardoor ze veroordeeld waren tot de verkoop aan klanten in hun eigen regio. Toen dit in 1925 resulteerde in het verdwijnen van ruim 150 van deze kleine producenten, was Fagard daar ook bij.